# (130391) 2000 JG81
(130391) 2000 JG81 est un objet transneptunien de la famille des twotinos.

## Caractéristiques
2000 JG81 mesure environ 111 km de diamètre.

## Orbite
L'orbite de 2000 JG81 possède un demi-grand axe de 47,281 ua et une période orbitale d'environ 325 ans. Son périhélie l'amène à 34,16 ua du Soleil et son aphélie l'en éloigne de 60,403 ua. Il possède une résonance 1:2 avec Neptune.

## Découverte
2000 JG81 a été découvert le 6 mai 2000.